# Lîsîciînți, Pidvolociîsk
Lîsîciînți (în ucraineană Лисичинці) este localitatea de reședință a comunei Lîsîciînți din raionul Pidvolociîsk, regiunea Ternopil, Ucraina.

## Demografie
Componența lingvistică a localității Lîsîciînți
     Ucraineană (99,58%)
     Alte limbi (0,42%)
Conform recensământului din 2001, majoritatea populației localității Lîsîciînți era vorbitoare de ucraineană (99,58%), existând în minoritate și vorbitori de alte limbi.